# 電子フロンティア財団
電子フロンティア財団（でんしフロンティアざいだん、英語: Electronic Frontier Foundation、略称EFF）は、1990年7月6日に創設された法律面での主張を行うアメリカ合衆国の非営利組織。合衆国憲法修正第1条で保障されている自由な言論の権利を今日のデジタル社会で守ることを目的として、テクノロジーが関わる諸問題について政府からの自由の権利の擁護を啓蒙する活動を行う。カリフォルニア州サンフランシスコに本部を置き、カナダ・トロントとイギリス・ロンドンにスタッフを常駐させている。

## 活動
EFFは下記にあげるような手段を通じて行動する。
- 法廷での弁護資金や弁護士の提供
- 根拠がないか誤っていると考えられる法的脅しによる萎縮効果から個人や新しいテクノロジーを保護する
- 政府や法廷に手引を提供する
- 政治活動や大衆による手紙活動を組織する
- 個人の自由を保護するのに役立つと考えられるテクノロジーを支援する
- 関連ニュースや情報を掲載するウェブサイトやデータベースを維持する
- 個人の自由とフェアユースを侵害すると考えられる立法を監視し抗議する
- 正当性がないと考えられる特許を無効とすることを目的として、特許権の濫用と考えられるケースのリストを求める

あらゆる政府のネット検閲に反対し言論の自由を護らんとする「ブルーリボン運動」を展開している。

## 歴史

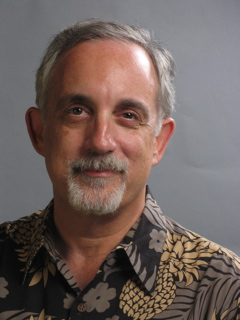
ミッチ・ケイパー、EFF創立者

電子フロンティア財団はミッチ・ケイパー、ジョン・ペリー・バーロウ、ジョン・ギルモアらによって1990年7月6日に創設された。創立者たちはWELL（バーチャルコミュニティ） (en:WELL) を通じて知り合っていた。
財団の創立の動機は1990年初頭に起きたスティーブ・ジャクソン・ゲームズへのシークレットサービスの大規模な捜査と押収であった（スティーブ・ジャクソン・ゲームズ対アメリカ合衆国シークレットサービス事件）。その頃、公式には無関係とされる同様の司法組織による捜査が、サンデヴィル作戦の一環として合衆国のいたる所で行われていた。ジャクソン・ゲームズ事件は、EFFによるコンピュータやインターネットに関わる市民的自由を擁護する運動の出発点となった。EFFの関わった次の大きな事件は、シンディ・コーンが担当した、合衆国を相手どってダニエル・バーンスタインが起こした暗号規制訴訟だった。プログラマーで教授のダニエル・バーンスタインは、彼の暗号ソフトであるSunffleとその詳細を解説した論文を公表する許可を求めて政府を訴えたのだった。

## 主要な支持者
- エベン・モグレン教授:EFFはプロボノの法的支援を受けている。
- ローレンス・レッシグ:EFF理事会のメンバーでスタンフォード大学教授。
- コリイ・ドクトロウ:EFF特別顧問でSF作家。

## 発行資料
- EFFector （英語）
- EFF's Guide to the Internet （英語）
- ブロガーのための法律ガイド (Legal Guide for Bloggers) （英語）